# 원희목
원희목(元喜睦, 1954년 6월 10일 ~ , 서울 출생)은 대한민국 약학박사이며, 제21대 한국제약바이오협회 회장이다. 대한약사회장, 제18대 국회의원, 사회보장정보원장을 지냈으며 국회의원 재직 당시 사회복지통합관리망 구축근거인 사회복지사업법 개정법률안과 제약산업의 전략적 육성을 위한 제약산업 육성 및 지원에 관한 특별법을 대표 발의하였다.

## 학력
- 용산고등학교
- 서울대학교 약학 학사
- 강원대학교 약학대학원 석사 및 박사

## 경력
- 1979~1981 동아제약 개발부
- 1981~2002 원약국 대표
- 1991~1994 강남구약사회 회장
- 1998 대한약사회 총무위원장
- 2002 대한약사회 정책기획단 단장
- 2003 세계마약학회 부회장
- 2013.06 백세시대 나눔운동본부 상임대표
- 2004~2008 대한약학정보화재단 이사장
- 2004.03~2008 대한약사회 회장(제33대, 제34대)
- 2005~2008 의약품정책연구소 이사장
- 2005~2008 의료산업선진화위원회 위원
- 2006 서울대학교 약학대학(초빙교수, 겸임교수)
- 2007.03 강원대학교 약학대학(초빙교수)
- 2007.06~2008 한국보건의료인 국가시험원 이사장
- 2008.05~2012.05 제18대 새누리당 국회의원
  - 2008.05~2012.05 보건복지가족위원회 위원
- 2012.09~2017.02 이화여자대학교 약학대학 헬스커뮤니케이션 연구원장
  - 이화여자대학교 임상보건대학원 겸임교수
- 2013.01~2013.06 나눔실천운동본부 상임공동위원장
- 2013.06 백세시대나눔운동본부 상임대표
- 2013.12~2015.06 한국보건복지정보개발원 원장
- 2015.05~2018.03 사단법인 백세시대나눔운동본부 상임대표
- 2015.07.~2015.11 사회보장정보원 원장
- 2017.03 제21대 한국제약협회 회장
- ~2018.01 한국제약바이오협회 회장
- 2018.03~ 사단법인 희망나눔협의회 상임대표
- 2018.09~ 연세대학교 약학대학 제약산업협동과정 겸임교수
- 2018.12~2023.02 제21대 한국제약바이오협회 회장
- 2022.05~ 서울대학교 약학대학 특임교수
- 2023.03~ 한국제약바이오협회 고문
- 한국글로벌보건연맹 이사장
- ~2025.06 유한재단 이사
- 2025.06~ 유한재단 이사장

## 역대 선거 결과
| 실시년도 | 선거   | 대수 | 직책     | 선거구   | 정당     | 득표수      | 득표율          | 순위          | 당락 | 비고 |
| -------- | ------ | ---- | -------- | -------- | -------- | ----------- | --------------- | ------------- | ---- | ---- |
| 2008년   | 총선   | 18대 | 국회의원 | 비례대표 | 한나라당 | 6,421,727표 | \| \| 37.48% \| | 비례대표 16번 |      | 초선 |
|          | 37.48% |      |          |          |          |             |                 |               |      |      |

## 저서
- 새로운 시작을 위하여 (2003년)
- 나는 매일 새로 태어난다. (2011년)
- 책임 지는 삶을 살라